# St. Oswald (Traunstein)

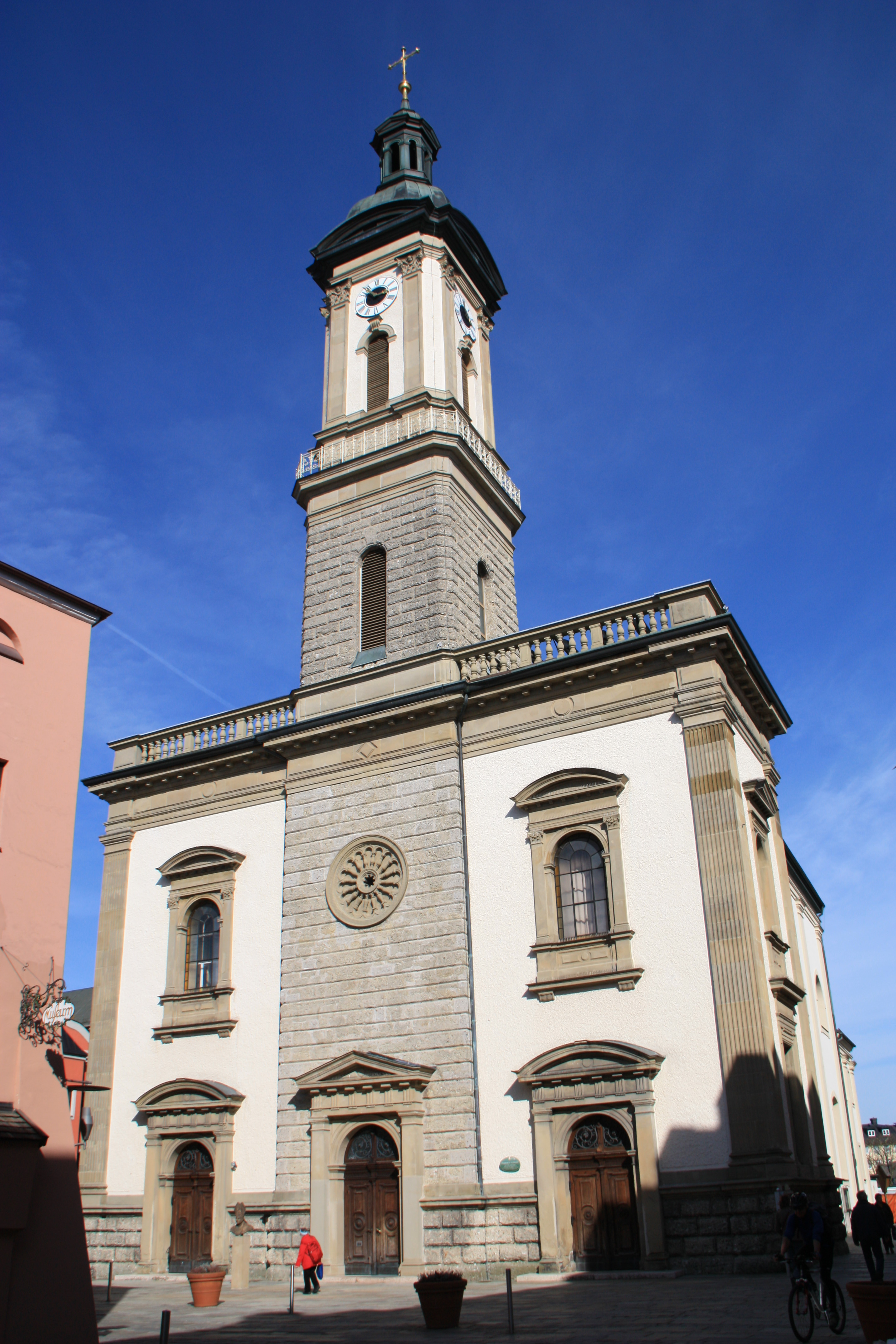
Frontansicht

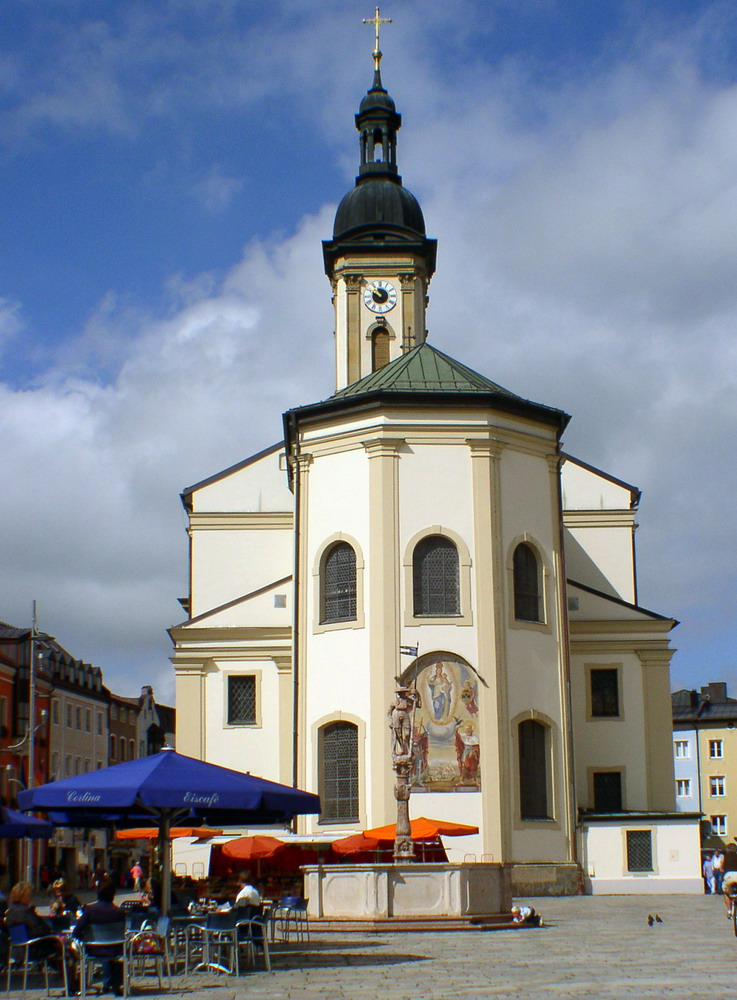
Kirche vom Stadtplatz aus gesehen

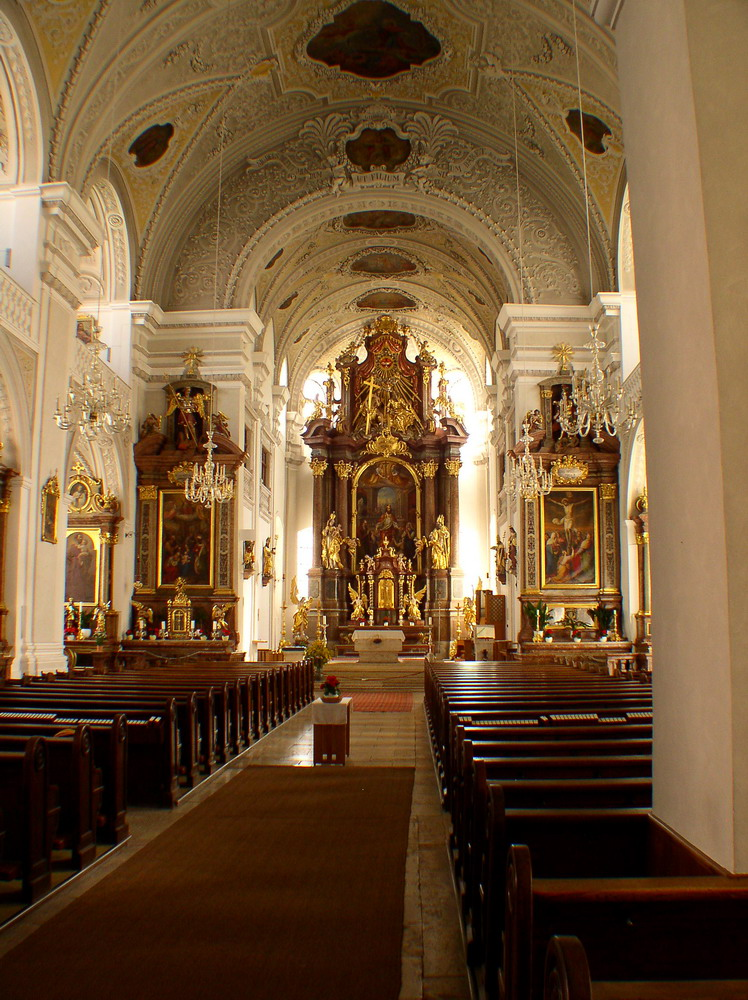
Innenansicht der Kirche

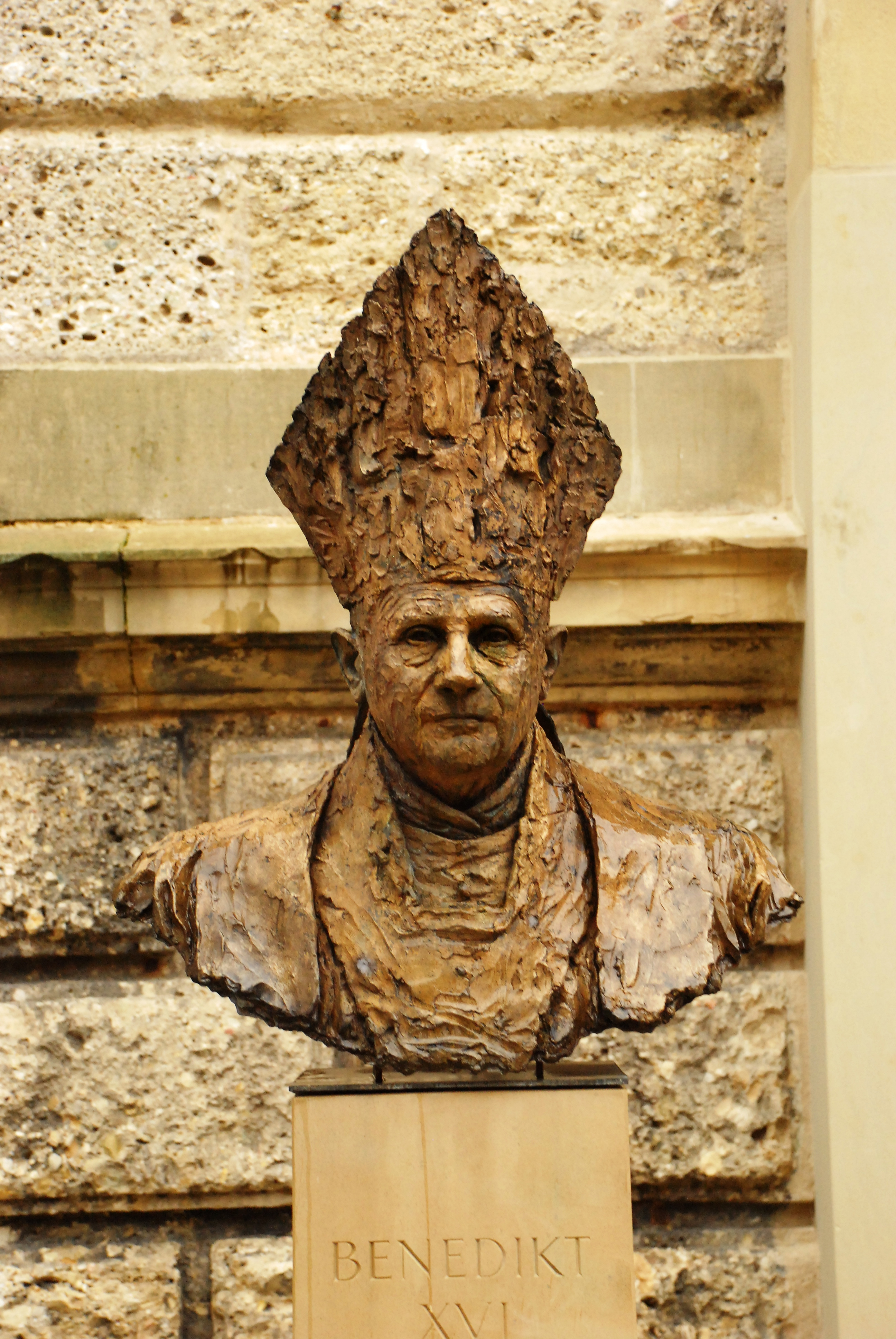
Büste von Papst Benedikt XVI.

Die Stadtpfarrkirche St. Oswald ist eine barocke Kirche in Traunstein in Oberbayern. Sie gehört zum Pfarrverbund Stadtkirche Traunstein im Dekanat Traunstein des Erzbistums München.
Sie ist die Primizkirche von Joseph Ratzinger, dem späteren Papst Benedikt XVI., und dessen Bruder Georg.

## Geschichte
Die dem Heiligen Oswald geweihte Kirche wurde vermutlich im 12. Jahrhundert als eine mittelgroße spätromanische Kirche errichtet und später im gotischen Stil umgebaut. Erstmals wird sie im Jahre 1342 urkundlich erwähnt als Filialkirche der Pfarrei in Haslach. Die Kirche wurde von den Stadtbränden 1371, 1704 und 1851 in Mitleidenschaft gezogen. Im Kern entspricht sie aber noch der zwischen 1675 und 1690 erbauten Wandpfeilerkirche mit Emporen, deren Pläne von Kaspar Zuccalli stammen. Baumeister waren Antonio Riva und Lorenzo Sciascia, die wie Zuccalli der Graubündner Schule entstammten. Der Wiederaufbau der durch den Stadtbrand 1704 beschädigten Kirche folgte wiederum Plänen Sciascias.
Der 1732 fertiggestellte Hochaltar wurde nach dem Entwurf des kurfürstlichen Hofkistlers Wenzel Mirowsky vom Münchner Bildhauer Joseph Poschenrieder gefertigt. Er ersetzte einen von Johann Wolfgang Dersch 1715 gebauten Altar, der abgebaut und nach Halfing verkauft wurde, wo er heute noch in der Kirche Mariä Himmelfahrt zu sehen ist; Dersch baute eine verkleinerte Version dieses Altares für St. Vitus und Anna in Ettendorf.

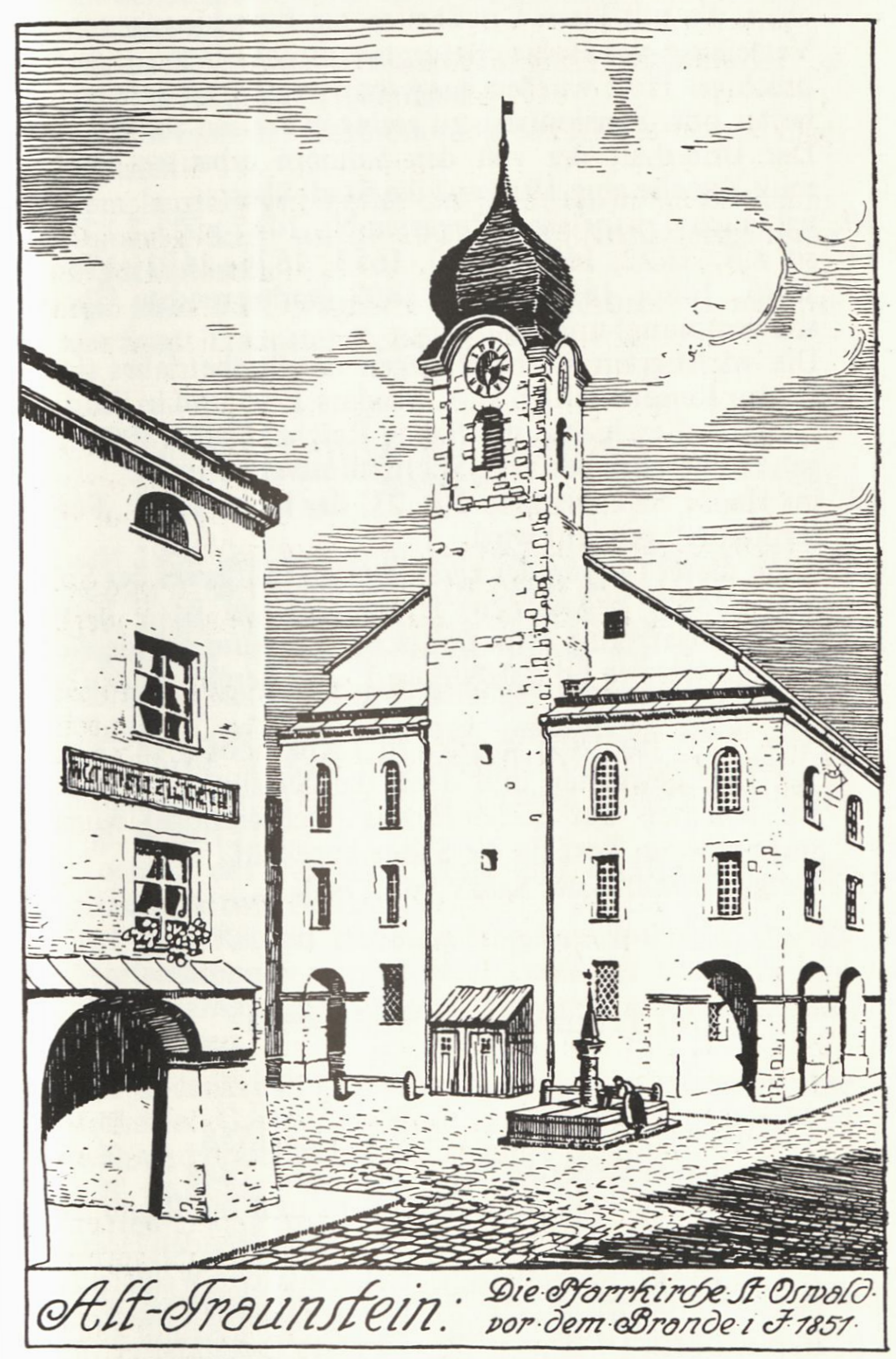
Pfarrkirche St. Oswald vor dem Stadtbrand des Jahres 1851

Erst nach vielen vergeblichen Versuchen gelang es der Stadt Traunstein, mit Ministerialentschließung vom 20. Dezember 1850 den Pfarrsitz aus Haslach in die Stadt nach St. Oswald verlegen zu lassen. Der Stadtbrand von 1851 zerstörte den Dachstuhl des Turms und das Chorgewölbe.  Das Kircheninnere war schon 1855 wiederhergestellt. 1885 wurde der Westteil der Kirche mit dem Hauptportal und der Turm in der heutigen Form nach Plänen des königlichen Kreisbaumeisters Moritz von Horstig errichtet. Der Traunsteiner Kirchenmaler und Heimatforscher Max Fürst fertigte 1904 bis 1909 neue Fresken im spätnazarenischen Stil. Weitgehend neueren Datums sind auch Teile der Einrichtung und die neobarocke Stuckatur.
Bei der Renovierung 1967 wurden die vier Baldachine an den Ecken des Vorbaus abgenommen und nach der erneuerten Liturgie des II. Vatikanischen Konzils das Chorgestühl, die Kanzel und das Speisgitter entfernt.
Am 8. Juli 1951 feierte Joseph Ratzinger mit seinem Bruder Georg Ratzinger seine Primiz in St. Oswald. Nach seiner Emeritierung als Papst schenkte er der Kirche sein päpstliches Brustkreuz, das am 19. Juni 2023 von dort gestohlen wurde.
Im August 2018 begannen Renovierungsarbeiten in St. Oswald.

## Bauwerk
Die Kirche besitzt einen Turm mit Zwiebelhaube und eine zweigeschossige Schaufassade des 19. Jahrhunderts. Der Innenraum von St. Oswald ist ein spätbarocker Wandpfeilerraum des 17. Jahrhunderts mit Emporen und eingezogenem Chor. Der Innenraum verfügt über sieben Joche. Die wenig tiefen Abseiten besitzen Kapellen und darüber Emporen und werden von Quertonnen überwölbt. An den Stirnen der Wandpfeiler stehen auffällig flache Doppelpilaster. Die Oberkante der Emporenbrüstung liegt unterhalb der Kapitellzone der Pilaster. Der auffallend gut proportionierte Saalraum wird von einer Stichkappentonne abgeschlossen, die durch Gurtbögen gegliedert wird. Ein Triumphbogen in Form einer Rundbogenarkade leitet vom Gemeindesaal zum Chor und wirkt als raumbestimmende Würdeformel. Sämtliche Gewölbe sind mit reichen neobarocken Stuckaturen verziert. 

## Ausstattung
Die Einrichtung umfasst neun Altäre, davon sieben aus der ersten Hälfte des 18. Jahrhunderts. Die übrige Einrichtung stammt überwiegend aus den Jahren 1852/55. Der mächtige 1855 wiederhergestellte Hochaltar mit dem Sockel, viersäuligem Hauptgeschoss und Seitenfiguren des heiligen Rupert und der Jungfrau Maria entspricht im Wesentlichen dem 1732 gefertigten Altar.

## Glocken
Im Turm der Stadtpfarrkirche hängt ein sechsstimmiges Glockengeläut aus Bronze. Fünf der Glocken wurden 1947 (Glocke 1: 1948) von Karl Czudnochowsky, Erding gegossen. Die kleinste Glocke überlebte die Beschlagnahmen der beiden Weltkriege unbeschadet. Sie wurde 1852 von der Reichenhaller Filiale der Salzburger Glockengießerei Oberascher gegossen. Die Glocken haben folgende Daten:
| Glocke | Name                 | Durchmesser | Gewicht | Schlagton | Inschrift |
| ------ | -------------------- | ----------- | ------- | --------- | --- |
| 1      | Christkönig          | 1860 mm     | 4100 kg | a°        | AVE CHRISTUS REX ETERNE GLORIA                                                                                            |
| 2      | Oswald               | 1430 mm     | 1700 kg | cis'      | HL. OSWALD BITTE FÜR UNS                                                                                                  |
| 3      | Maria und Maximilian | 1200 mm     | 1000 kg | e'        | HL. MAXIMILIAN - HL. MARIA BITTE FÜR UNS                                                                                  |
| 4      | Rupertus             | 1090 mm     | 0800 kg | fis'      | HL. RUPERT PATRON DES RUPERTIWINKELS BESCHÜTZE UNSERE LIEBE BAYRISCHE HEIMAT                                              |
| 5      | Georg                | 0945 mm     | 0500 kg | gis'      | |
| 6      | Zügenglocke          | 0840 mm     |         | h'        | KAUM SCHMOLZ MICH DAS FEUER EIN RIEF ES MICH IN NEUES SEYN DES GROSSEN OPFERS GNADENZEIT ZU KUENDIGEN DURCH FROMM' GELÄUT |

## Orgelanlage
1856 wurde in der Kirche eine Orgel aufgestellt, die von dem Orgelbauer Johann Ehrlich erbaut worden war. Das Spielwerk wurde mehrfach erneuert. Angesichts der Defizite bzw. Defekte in den letzten Jahren entschloss man sich zum Bau einer neuen Orgelanlage, bestehend aus einer Hauptorgel und einer Chororgel. Die Anlage wird zu Ehren Joseph Ratzingers „Papst-Benedikt-Orgel“   benannt.

### Chororgel

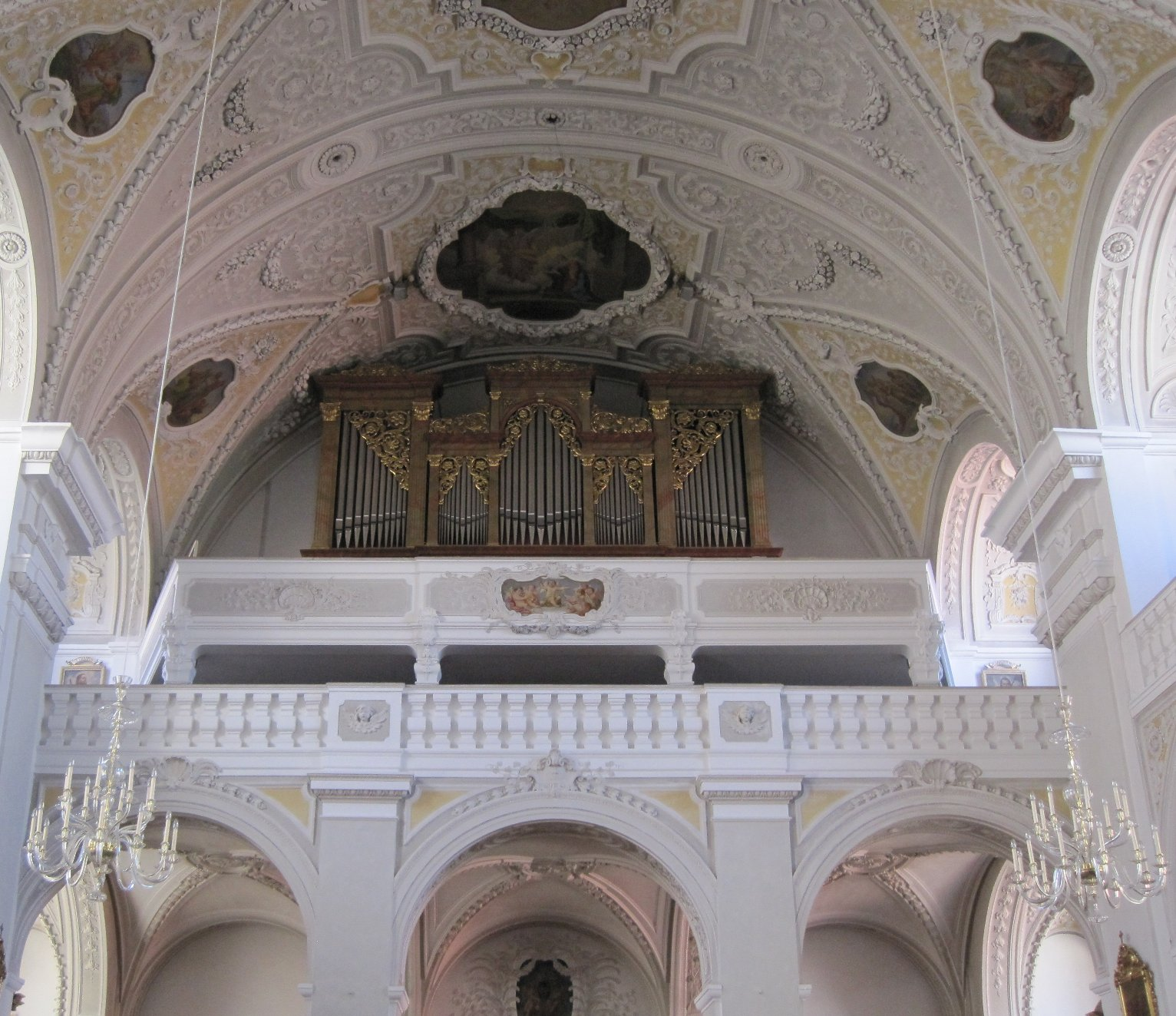
Gehäuse der Hauptorgel

Die neue Chororgel wurde 2011 durch die Österreichische Orgelbaufirma Pirchner (Steinach) erbaut. Das rein mechanische Instrument im italienischen Stil hat 9 klingende Register auf einem Manual, davon ein Vorabzug. Sämtliche Register sind in Bass und Diskant geteilt. Die Pedalregister sind Transmissionen aus dem Manualwerk.
| Manual C–c4 |                           |        |
| 1.          | Bordone                   | 16′    |
| 2.          | Principale                | 08′    |
| 3.          | Flauto                    | 08′    |
| 4.          | Ottava                    | 04′    |
| 5.          | Flauto in VIII            | 04′    |
| 6.          | Quintadecima              | 02′    |
| 7.          | Flauto in XII (aus Nr. 8) | 02 ⁄3′ |
| 8.          | Cornetto II               | 02 ⁄3′ |
| 9.          | Tromboncini               |        |

| Pedal C–f1 |                          |     |
| 10.        | Bordone (= Nr. 1)        | 16′ |
| 11.        | Flauto (= Nr. 3)         | 08′ |
| 12.        | Flauto in VIII (= Nr. 5) | 04′ |
| 13.        | Quintadecima (= Nr. 6)   | 02′ |

- Koppel: Manual an Pedal

### Hauptorgel
Die 24 Register der Ehrlich-Orgel mit mechanischen Kegelladen waren auf zwei Manuale und Pedal verteilt. In das vorhandene denkmalgeschützte, klassizistische Gehäuse der Orgel von Ehrlich baute 1929 Willibald Siemann mit seinem Opus 458 ein neues pneumatisches Spielwerk mit 35 Registern auf zwei Manualen und Pedal. Dieses Instrument zählte zu den Größeren der Firmengeschichte und enthielt auch Zungenstimmen. 1977 baute Günter Ismayr aus Bernried wiederum eine neue Orgel mit drei Manualen und 33 Registern in das historische Gehäuse. Angesichts der technischen Probleme wurde das Werk aufgegeben und 2021 durch ein neues Werk der Orgelbaufirma Klais (Bonn) ersetzt. Das neue Instrument hat 44 Register auf drei Manualen und Pedal.
| I Hauptwerk C–g3 |                    |        |
| 01.              | Großgedackt        | 16'    |
| 02.              | Principal          | 08'    |
| 03.              | Viola di Gamba     | 08'    |
| 04.              | Portunalflöte      | 08'    |
| 05.              | Lieblich Gedackt 0 | 08'    |
| 06.              | Octav              | 04'    |
| 07.              | Kleingedackt       | 04'    |
| 08.              | Quinte             | 03'    |
| 09.              | Superoctav         | 02'    |
| 10.              | Cornett III        | 03'    |
| 11.              | Mixtur IV          | 01 ⁄2' |
| 12.              | Trompete           | 08'    |
|                  | Tremulant          |        |

| II Positiv C–g3 |               |       |
| 13.             | Tibia         | 8'    |
| 14.             | Viola         | 8'    |
| 15.             | Quintatön     | 8'    |
| 16.             | Blockflöte    | 4'    |
| 17.             | Violine       | 4'    |
| 18.             | Nasat         | 3'    |
| 19.             | Doublette     | 2'    |
| 20.             | Terz          | 1 ⁄2' |
| 21.             | Cymbel III    | 1'    |
| 22.             | Vox humana    | 8'    |
| 23.             | Physharmonika | 8'    |
|                 | Glocken       |       |
|                 | Tremulant     |       |

| III Schwellwerk C–g3 |                  |       |
| 24.                  | Fugara           | 8'    |
| 25.                  | Salicional       | 8'    |
| 26.                  | Vox coelestis    | 8'    |
| 27.                  | Stillgedeckt     | 8'    |
| 28.                  | Flaut d’amour    | 8'    |
| 29.                  | Geigenprincipal  | 4'    |
| 30.                  | Traverse         | 4'    |
| 31.                  | Quinte           | 3'    |
| 32.                  | Piccolo          | 2'    |
| 33.                  | Gemshorn         | 2'    |
| 34.                  | Terz             | 1 ⁄2' |
| 35.                  | Harmonietrompete | 8'    |
| 36.                  | Oboe             | 8'    |
|                      | Tremulant        |       |

| Pedal C–f1 |             |     |
| 37.        | Violon      | 16' |
| 38.        | Subbaß      | 16' |
| 39.        | Octavbaß    | 08' |
| 40.        | Violoncello | 08' |
| 41.        | Gedecktbaß  | 08' |
| 42.        | Octavbaß    | 04' |
| 43.        | Posaune     | 16' |
| 44.        | Baßtrompete | 08' |

- Koppel: II/I, III/I (auch als Suboktavkoppel), III/II (auch als Sub- und Superoktavkoppeln), I/P, II/P, III/P (auch als Superoktavkoppel)
- Effektregister: Corvus osvaldi (Rabenstimme)
- Anmerkungen:

1. ↑  Röhrenglockenspiel.

## Filialkirchen
Folgende Kirchen sind Filialkirchen der Pfarrei St. Oswald:
- St. Georg und Katharina im Stadtpark (Kriegergedächtniskirche)
- St. Rupert und St. Maximilian in der Au (Salinenkapelle)
- St. Vitus und Anna (Ettendorfer Kircherl)
- St. Joseph und St. Salvator (Sparzer Kircherl)